# روس مونرو (لاعب كرة قدم)
روس مونرو (بالإنجليزية: Ross Munro) هو لاعب كرة قدم بريطاني في مركز حراسة المرمى، ولد في 1 أبريل 2000 في إنفرنيس في المملكة المتحدة. لعب مع نادي روس كاونتي.